# Elektronisches Papier

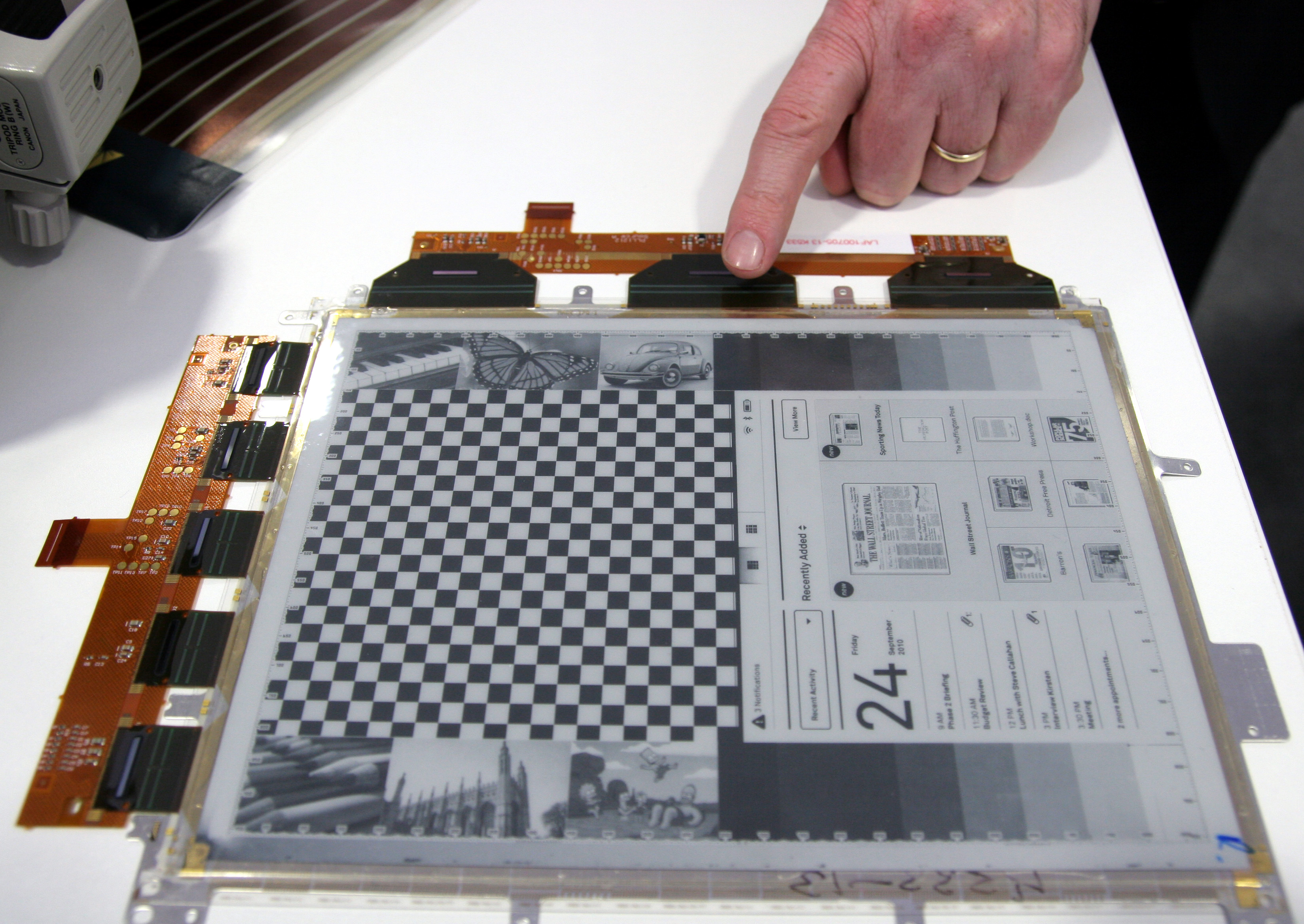
Prototyp eines hochauflösenden elektronischen Papiers. Der in das Display geschriebene Inhalt bleibt auch ohne Spannungsquelle über Wochen erhalten (bistabiler Zustand).

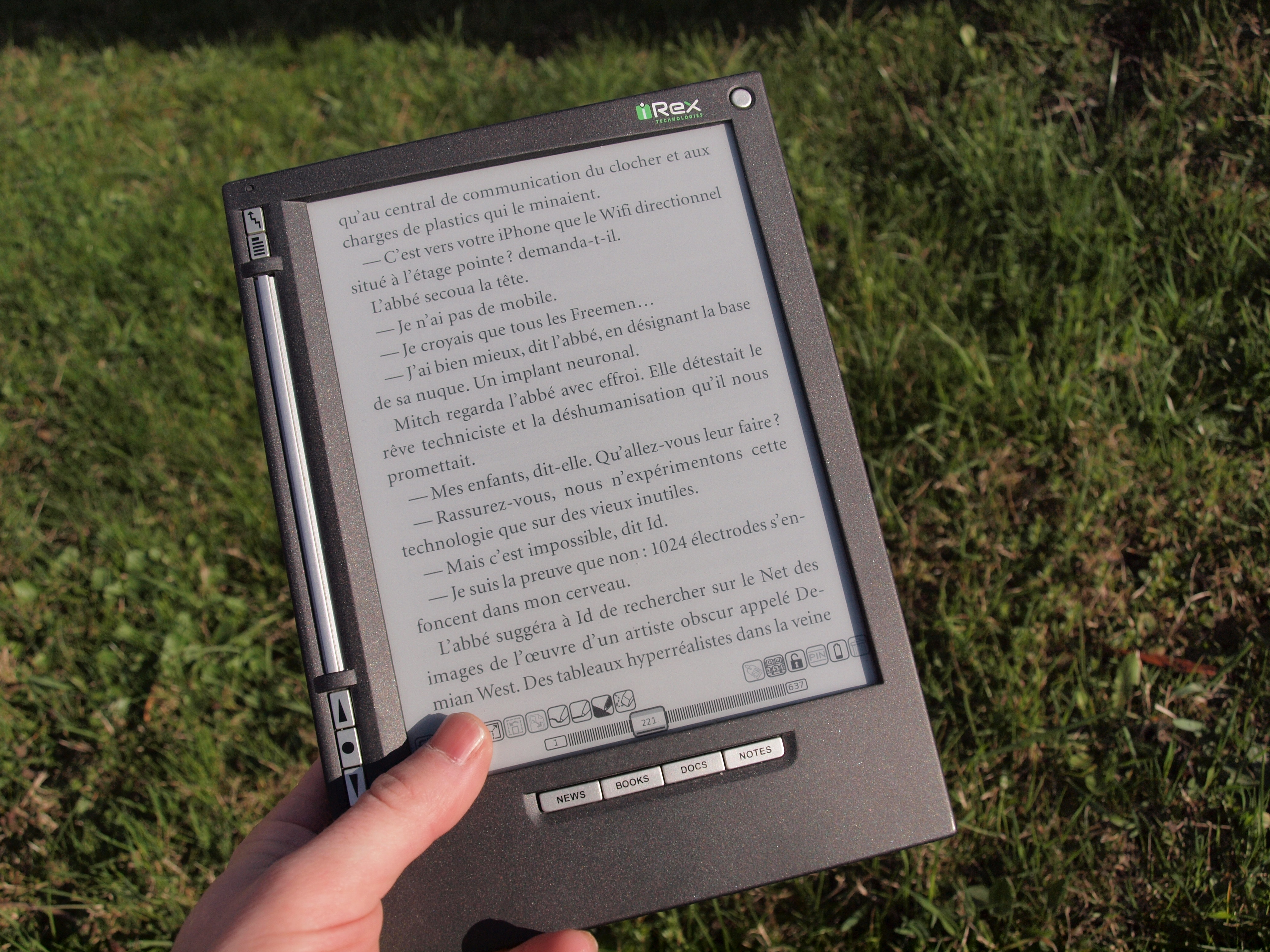
Der iLiad war eines der ersten serienmäßig produzierten Lesegeräte mit elektrophoretischem Display

Tolino Vision 2 im Standby-Betrieb

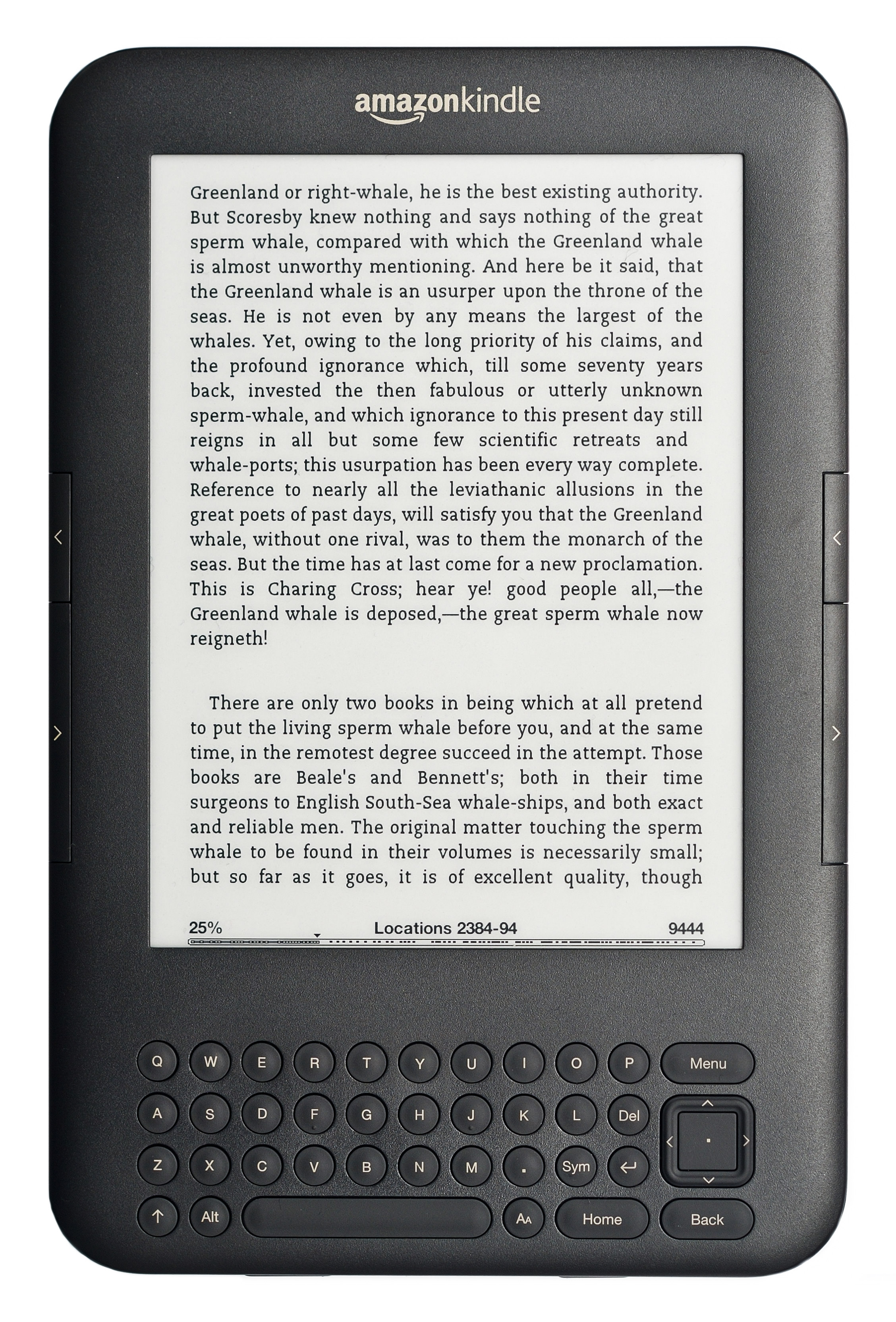
Amazon Kindle 3

Als Elektronisches Papier (kurz E-Papier oder auch englisch e-paper, E-Paper oder ePaper genannt) werden Anzeigetechniken bezeichnet, mit denen das Erscheinungsbild von Tinte oder Farbe auf Papier auf einem Bildschirm nachgebildet wird.
E-Paper-Displays reflektieren das Licht wie normales Papier, es sind also passive (nichtleuchtende) Anzeigen. In Anlehnung an den englischen Sprachgebrauch werden solche Bildschirme auch als reflektive Displays bezeichnet. Texte oder Bilder werden bei manchen Anzeigetechniken dauerhaft angezeigt, ohne dass dafür eine Erhaltungsspannung erforderlich ist. Die Anzeige kann jedoch zu einem späteren Zeitpunkt geändert werden. Elektronisches Papier ist bei einigen Herstellern – ähnlich wie normales Papier – biegsam.
Obwohl es verschiedene Verfahren zur Herstellung elektronischen Papiers gibt und sich inzwischen eine größere Anzahl von Firmen mit deren Erforschung und Weiterentwicklung beschäftigt, findet man im allgemeinen Sprachgebrauch den Begriff E-Ink oft als synonyme Bezeichnung für Elektronisches Papier. Genaugenommen handelt es sich bei E Ink (Eigenschreibweise ohne Bindestrich) nur um den Markennamen des Produkts der E Ink Corporation, das derzeit in den meisten modernen E-Book-Readern verwendet wird und das auf der Erscheinung der Elektrophorese basiert.

## Technologie

### Gyricon
In den 1970er Jahren hatte der Forscher Nick Sheridon am Palo Alto Research Center der Firma Xerox als Erster elektronisches Papier entwickelt. Es nannte sich Gyricon und bestand aus kleinen, statisch geladenen Kügelchen. Diese waren zweifarbig: auf der einen Seite schwarz, auf der anderen weiß. Der Textinhalt des Papiers ließ sich durch ein anliegendes elektrisches Feld verändern. Dadurch wurden die Kügelchen nach oben oder nach unten gedreht, so dass entweder die schwarze oder die weiße Seite sichtbar war.
Gyricon konnte jedoch nicht ausreichend preiswert produziert werden, so dass Xerox die zur Vermarktung gegründete Firma Gyricon LLC Ende 2005 auflöste.

### Elektrophorese

#### Vorläufer

Schema einer elektrophoretischen Anzeige

In den 1990er Jahren verwendete ein Team unter Leitung von Joseph Jacobson am MIT kleine Mikrokapseln, in denen elektrisch geladene weiße Teilchen in gefärbtem Öl schwammen. Durch die Polarität eines angelegten elektrischen Feldes wandern die weißen Partikel entweder an die Oberseite der Mikrokapsel (also für den Betrachter sichtbar) oder an die Unterseite, sodass der Betrachter an diesem Punkt die dunklere Farbe des Öls sah. Auf Grundlage dieser auf Elektrophorese basierenden Technik entwickelte das amerikanische Unternehmen E Ink Corporation sein aktuelles elektronisches Papier.

#### Aufbau
Dieses elektronische Papier enthält Mikrokapseln mit einem mittleren Durchmesser von ca. 40 µm, die positiv geladene weiße Partikel und negativ geladene schwarze Partikel in einem transparenten zähflüssigen Polymer enthalten. Die Darstellung wird durch kurzzeitiges Anlegen einer elektrischen Spannung verändert und bleibt dann mehrere Wochen lang stabil. Form und Durchmesser der Mikrokapseln sind unregelmäßig, was aber unbedeutend ist, da sich jedes einzelne Pixel aus vielen Mikrokapseln zusammensetzt und sich diese Unregelmäßigkeiten dadurch herausmitteln.

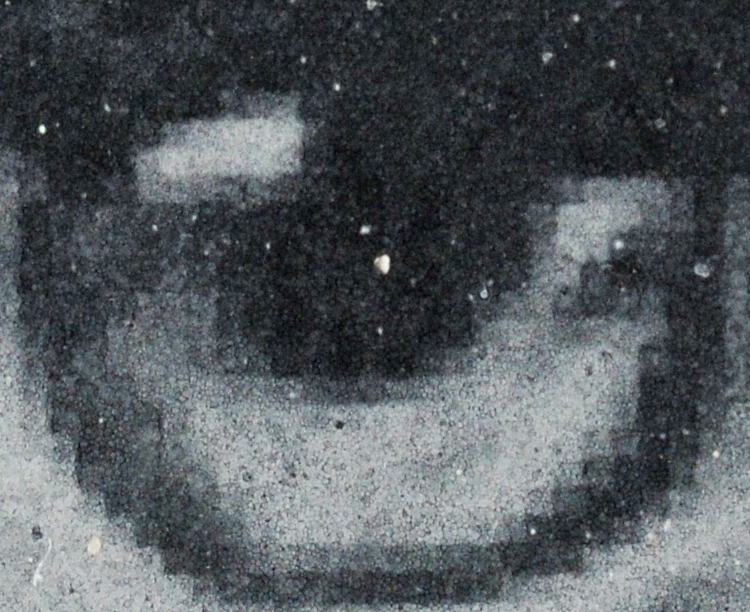
Makroaufnahme eines E-Ink-Bildschirms. Die Mikrokapseln sind in der vergrößerten Darstellung sichtbar.

Die Verwendung von Mikrokapseln erlaubt auch, flexiblen Kunststoff anstelle von Glas als Trägermaterial zu verwenden.
Die Ansteuerung der Bildpunkte geschieht bei Segmentanzeigen mittels passiver transparenter Elektroden und bei Matrixdisplays über eine TFT-Aktiv-Matrix, wie sie auch bei LC-Bildschirmen verwendet wird.
Die Darstellung von Graustufen wird durch den zeitlichen Verlauf der angelegten Spannung gesteuert. Ursprünglich konnten acht Graustufen angezeigt werden, die aktuellen Displays arbeiten mit 16 Graustufen. In Verbindung mit aus der Drucktechnik und Bildbearbeitung bekannten Rasterverfahren wird eine scheinbar stufenlose Grauwertdarstellung erzielt.

#### Farbe
Farbige Displays basieren entweder auf schwarz-weißem elektronischen Papier mit vorgelagerten Farbfiltern, oder sie sind mit farbigen Pigmenten ausgestattet.

#### Hersteller
Die E Ink Corporation hat seit 1999 verschiedene Anwendungen vorgestellt und 2004 als erster Hersteller mit der Serienfertigung elektronischen Papiers in größerem Maßstab begonnen. Produkte anderer Hersteller waren bzw. sind zum Beispiel „SiPix Microcup“ der amerikanischen Firma Sipix (die 2012 von der E Ink Corporation übernommen worden ist), das flexible elektronische Papier „Lectum“ des Herstellers Plastic Logic, das bis Mitte 2019 in Dresden hergestellt wurde, die flexiblen E-Ink-Displays von LG Display oder das „O-paper“ des chinesischen Herstellers Guangzhou OED Technologies.
Ein weiterer Hersteller elektrophoretischen elektronischen Papiers mit einer eigenen Technik war Bridgestone, dessen Entwicklung 2012 aber eingestellt wurde.

Schema einer elektrophoretischen Anzeige mit Farbfiltern

Seit 2002 sind durch Firmen wie E Ink, Bridgestone oder Philips verschiedene Prototypen farbigen elektrophoretischen E-Papiers vorgestellt worden, die aber alle nicht in Serienproduktion gegangen sind. Die E Ink Corporation hat 2011 mit der Produktion des mit Farbfiltern arbeitenden elektronischen Papiers „Triton“ begonnen, und 2016 hat die Firma „ACeP“ vorgestellt, bei dem farbige Pigmente benutzt werden.

#### Trägermaterial
Flexibles elektronisches Papier wird hauptsächlich bei industriellen Displays und im Werbebereich eingesetzt. Bei elektronischen Lesegeräten, die vorzugsweise für bestmöglichen Kontrast und hohe Lebensdauer ausgelegt werden, dominieren Glasdisplays, auch wenn vereinzelt Prototypen mit flexiblen Bildschirmen gezeigt werden wie beispielsweise das faltbare E-Ink-Display.

#### Beleuchtung
Da E-Ink-Displays nicht durchscheinend sind, ist keine Hintergrundbeleuchtung der Bildschirme möglich. Deshalb werden für die Nutzung bei schwachem Umgebungslicht am Displayrand LEDs verbaut, deren Licht durch eine vor dem Display liegende Diffusionsschicht oder eine Lichtleitfolie verteilt wird. Die Lichtleitfolie ist mit Mikrostrukturen versehen, die das Licht vorwiegend in Richtung des E-Ink-Displays auskoppeln. Diese Art der Displaybeleuchtung wird im Englischen Frontlight genannt, was entweder direkt als Frontlicht übersetzt oder als Vordergrundbeleuchtung bezeichnet wird.

### Elektrophoretisch gesteuerte Totalreflexion
Das US-amerikanische Unternehmen CLEARInk hat auf der SID Display Week 2017 Displays vorgestellt, die auf der Kombination einer Folie mit totalreflektierenden Linsen und einer dahinter liegenden Schicht elektrisch geladenener Partikel in einer Flüssigkeit beruhen. Die Partikel werden durch ein angelegtes elektrisches Feld bewegt, und wenn sie sich an der rückseitigen Linsenoberfläche anlagern, wird die Totalreflexion durch Absorption unterdrückt.
Mit dieser Technik können Displays gefertigt werden, die schnell genug für Videowiedergabe sind, und es sollen bistabile Displays möglich sein, die deutlich mehr Licht reflektieren, als das bei E-Ink-Displays möglich ist.

### Bistabile LCD
Einige Firmen produzieren elektronisches Papier auf Basis von bistabilen LCDs. Diese ermöglichen ein neutrales Weiß bei hoher Albedo (Oberflächenreflexion) und Auflösungen bis zu 200 dpi. Beispiele dafür sind cholesterische Flüssigkristallanzeigen und ferroelektrische Flüssigkristallanzeigen.

### Elektrobenetzung (Electrowetting)
Der Philips-Firmenableger Liquavista hat eine Displaytechnik entwickelt, bei der eine gefärbte Öl- und eine Wasserschicht übereinanderliegen. Die Lichtdurchlässigkeit der einzelnen Bildpunkte wird dabei beeinflusst, indem die Oberflächenspannung mittels angelegter elektrischer Spannung verändert wird (Elektrobenetzung). Damit lassen sich farbige und schnelle reflektive Anzeigen mit hohem Kontrast und geringem Energieverbrauch herstellen, deren Schaltgeschwindigkeit auch Videowiedergabe erlaubt.
Der funktionsfähige Prototyp eines E-Book-Lesegerätes mit einem farbigen 6″-Electrowetting-Display wurde auf der CES 2010 vorgestellt.
Anfang 2011 ist Liquavista von Samsung übernommen worden und Anfang 2013 durch Amazon.
2018 wurde Liquavista geschlossen. Eine neue Firma namens Etulipa versucht, die Technik für Plakatwände zu etablieren.

### Mikromechanisch gesteuerte Interferenz-Modulation
Der Mobilfunktechnik-Hersteller Qualcomm produzierte unter dem Namen „Mirasol“ vertriebene IMOD-Displays. Diese beruhten darauf, dass mikromechanisch der Abstand zweier reflektierender Schichten verändert und damit die Lichtreflexion mittels konstruktiver und destruktiver Interferenz gesteuert wird. Die Displayelemente sind (wie bei E-Ink) bistabil und ermöglichen die Herstellung stromsparender reflektiver Anzeigen. Qualcomm hat auf der CES 2010 funktionsfähige Prototypen von 5,7″-Lesegeräten mit farbigen Mirasol-Displays vorgestellt, die auch für Videowiedergabe geeignet sind. Die Aufnahme der Produktion in größerem Maßstab war ursprünglich für 2012 angekündigt, es gab aber nur wenige Produkte. Eines davon war das Lesegerät Kyobo, das in Korea vertrieben wurde.
Danach wurde an einer neuen Generation von Mirasol-Displays mit der Bezeichnung SMI (Single Mirror IMOD) gearbeitet, bei denen die einzelnen Pixel über das Spektrum durchstimmbar waren und somit keine Farbfilter mehr benötigt wurden. Diese Technik hat keine Anwendung in Endprodukten mehr gefunden, da die Mirasol-Entwicklung wegen der anhaltenden finanziellen Verluste 2015 eingestellt wurde.

## Vor- und Nachteile gegenüber herkömmlichen Bildschirmen und Papier

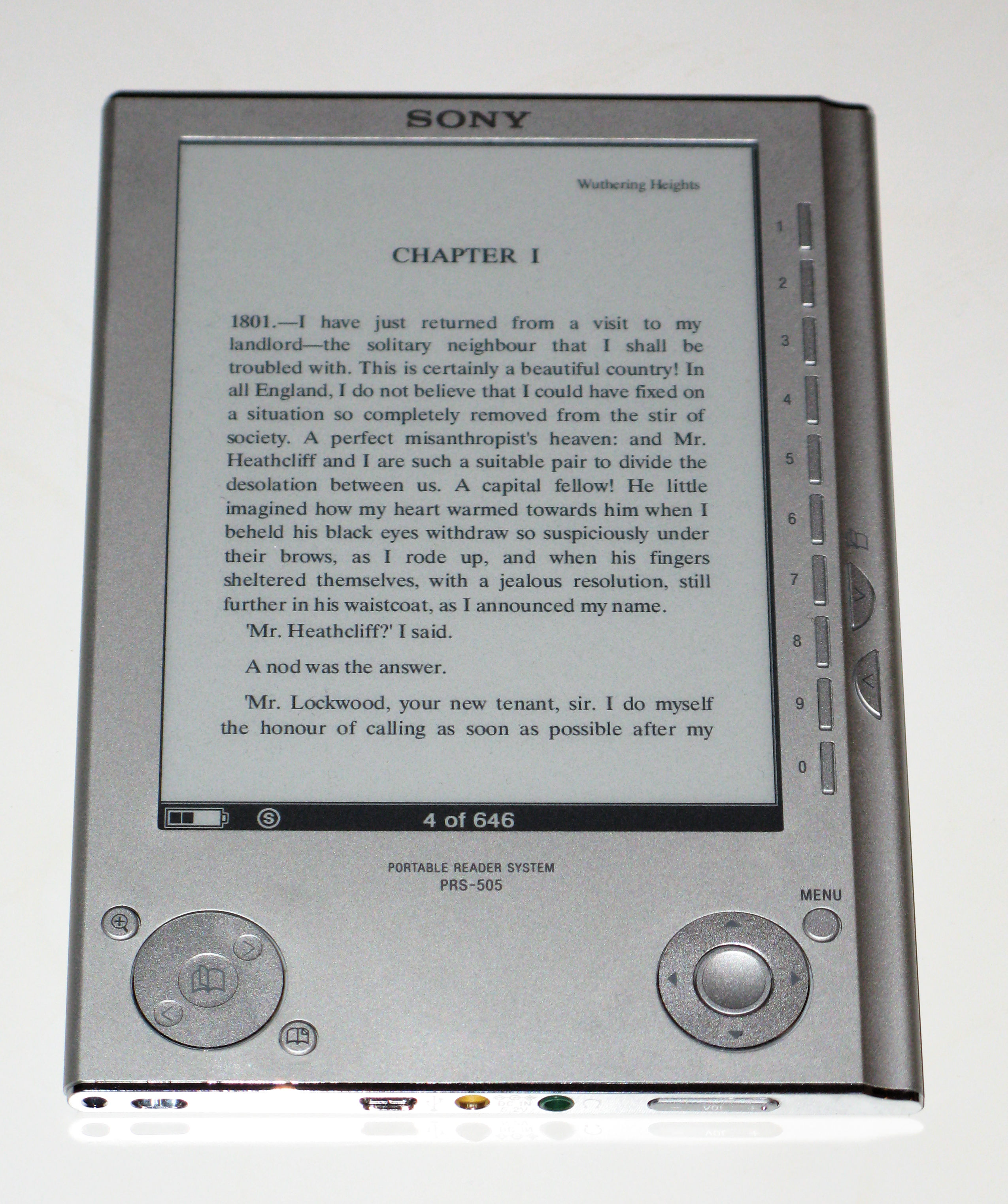
Das Portable Reading System PRS-505 von Sony (2007)

Elektronisches Papier vereint die Vorteile von Computerbildschirm und Papier. Gegenüber herkömmlichen Bildschirmen, wie sie zur TV- und Grafikwiedergabe genutzt werden, bietet es beim gegenwärtigen Stand der Entwicklung die folgenden Vorteile:
- Der Bildinhalt sieht wegen des geringen Abstandes der bildgebenden Elemente zur Oberfläche aus jedem Blickwinkel gleich aus (Vorteil gegenüber LCDs).
- Es gibt durch die statische Anzeige kein Flimmern (Vorteil gegenüber Röhrenmonitoren).
- Es ist sehr dünn und leicht und bei entsprechendem Design auch biegsam.
- Es ist in allen Größen und Formen herzustellen – vom kleinen Display mit der aktuellen Wetteranzeige bis hin zur großen Anzeigetafel oder Plakatfläche[37].
- Es benötigt sehr wenig Energie, um die Anzeige zu erzeugen und aufrechtzuerhalten, da nur zum Ändern des Bildinhaltes (Seitenwechsel) ein sehr geringer Stromfluss erforderlich ist.
- Es ist sowohl bei normalem Raumlicht als auch in hellem Sonnenschein lesbar, da die bildgebenden Elemente reflektiv sind. (Vorteil gegenüber allen selbstleuchtenden Displays, egal ob Röhrenmonitor, LC-Display, OLED-Display, Plasma-Display, Micro-LED-Display etc.)
- Gegenüber gedruckten Werken auf Papier (insbesondere mit sehr vielen Seiten) sind E-Book-Reader oft dünner und leichter.

Die Nachteile gegenüber Druckmedien wie Papier sind:
- Die eher glatte Oberfläche der Displayabdeckung kann Stör- und Streulicht reflektieren.
- Sowohl die Grauwertauflösung (derzeit nur 16 Graustufen) als auch der Kontrast sind noch gering, und weiße Flächen erreichen im besten Fall ein helles Hellgrau.
- Bei schlechten Lichtverhältnissen muss auf die oft eingebaute Displaybeleuchtung aus dem Rahmen zurückgegriffen werden. Diese leuchtet die Lesefläche oft ungleichmäßig aus.
- Die langen Schaltzeiten der ersten Generation elektronischen Papiers ließen nur eine statische Anzeige zu.
- Der Farbraum der farbigen Displays ist vergleichsweise eingeschränkt.
- Durch Energiesparmechanismen der E-Book-Reader können auch Ghosting-Effekte auftreten.

## Anwendungen

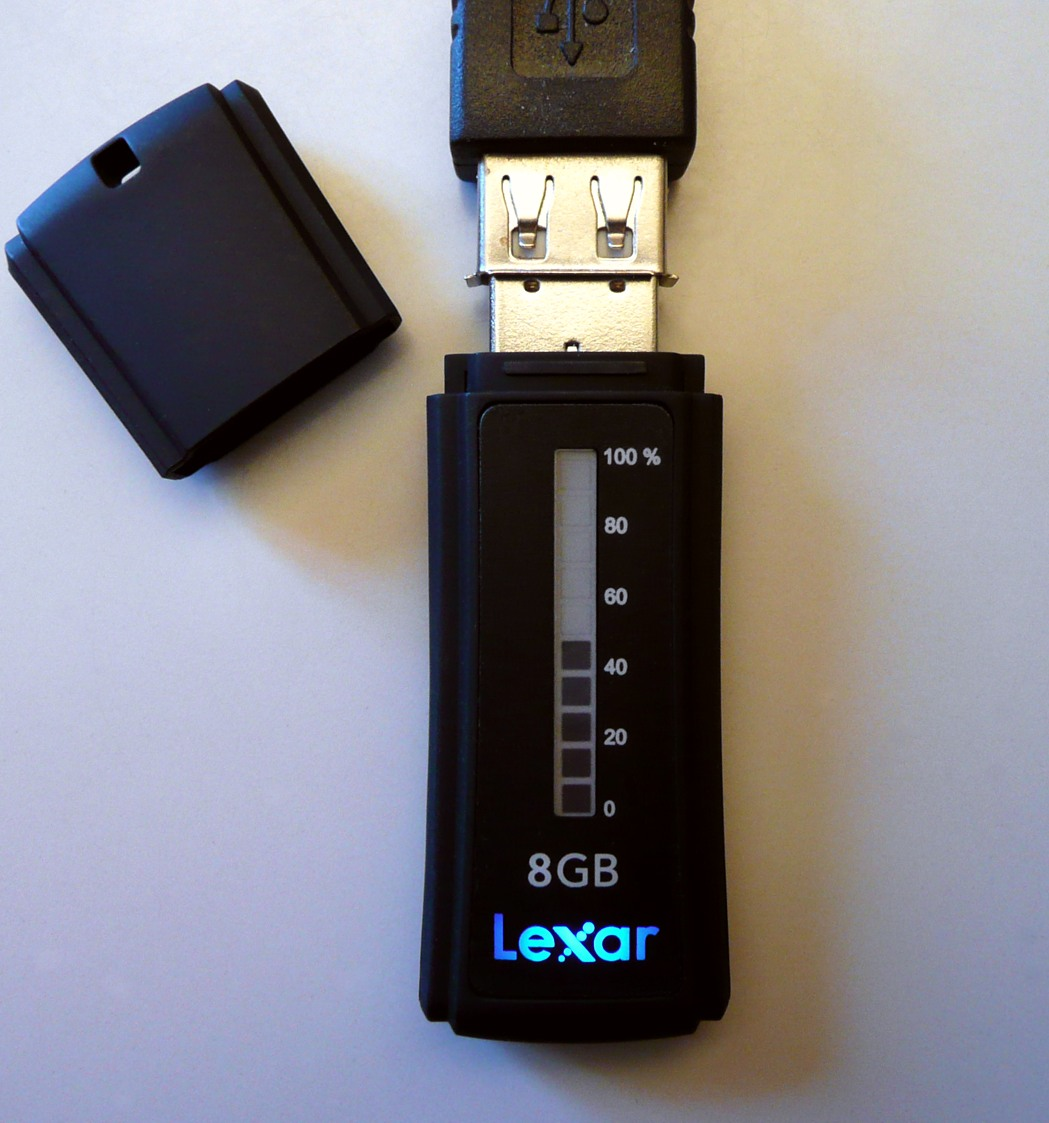
Lexar JumpDrive Secure II Plus

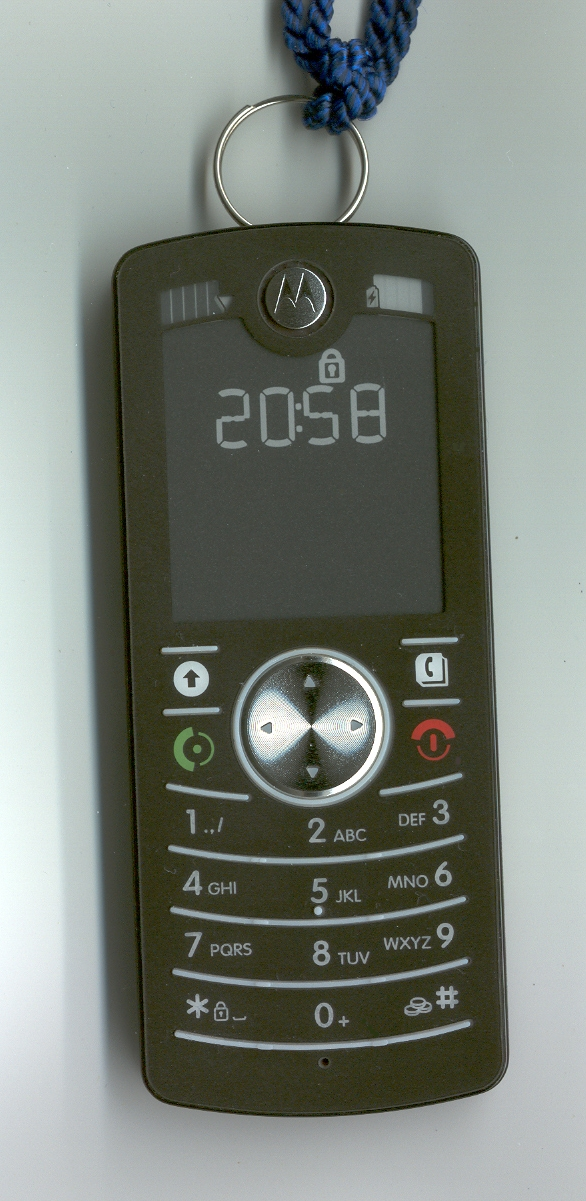
Motorola Motofone F3 mit EPD

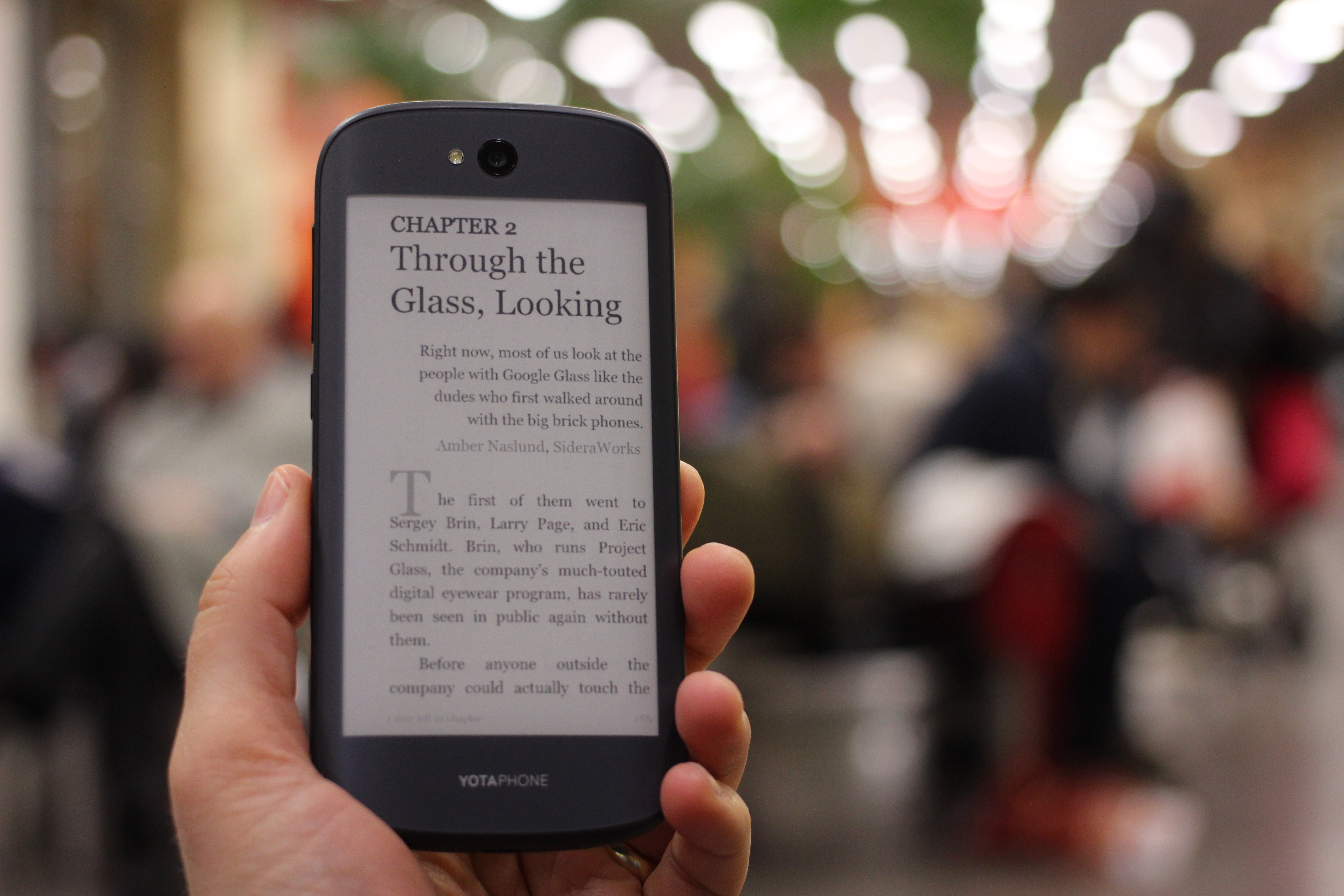
Yotaphone 2 mit zusätzlichem E-Ink Display

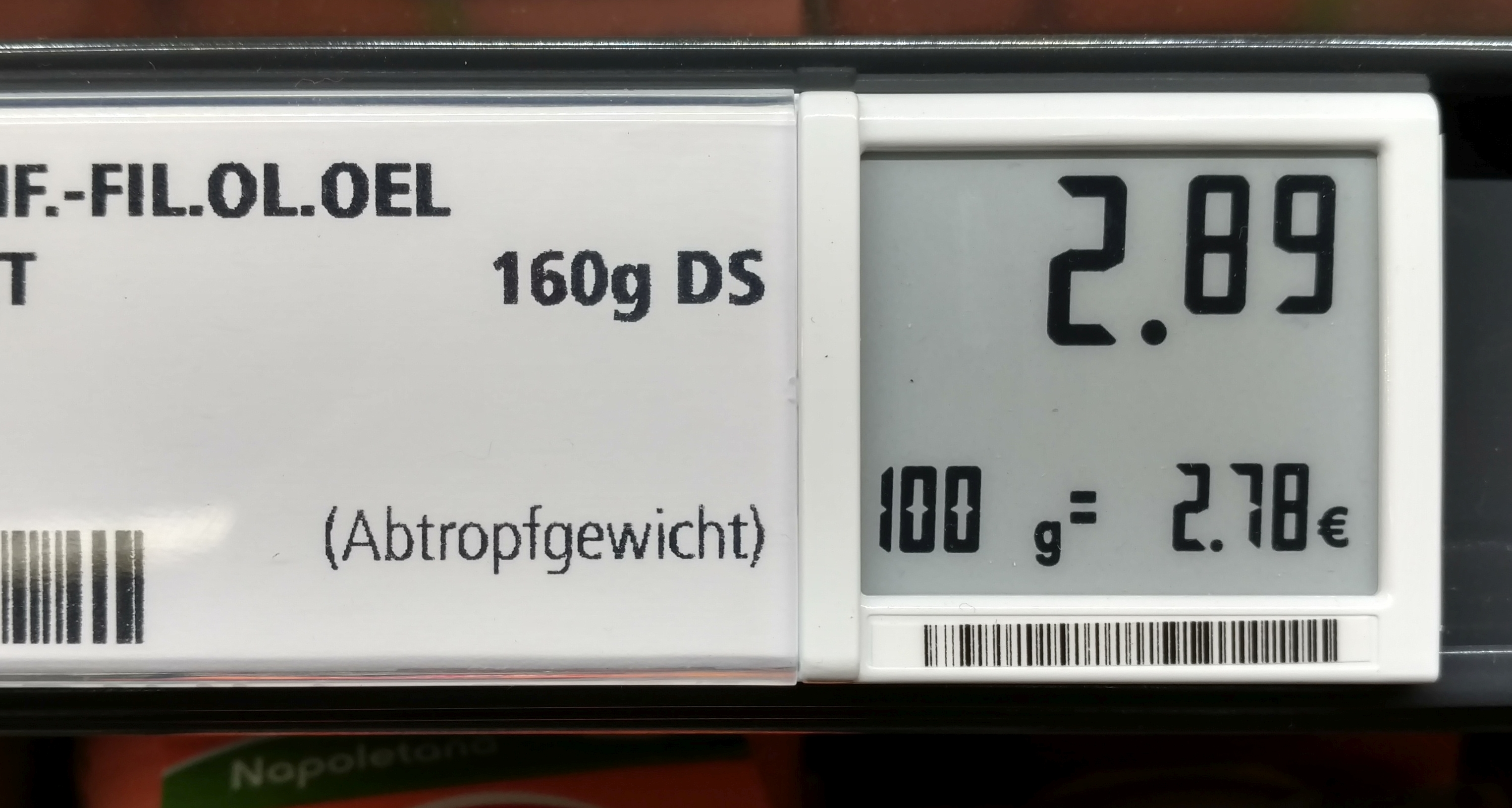
Elektronisches Preisschild im Supermarkt

Als ersten Feldversuch zur Auslieferung einer Zeitung hat die belgische Wirtschaftszeitung De Tijd von April bis Juni 2006 einen Test mit zweihundert Lesern durchgeführt. Das dabei verwendete Gerät war der iLiad von iRex.
Ein Feldversuch mit elektronischem Papier als Werbefläche wurde Ende 2006 von Hitachi durchgeführt. In Nahverkehrszügen einer Tokioter Eisenbahnlinie wurden als Ersatz für gewöhnliche Werbeposter Displays auf Basis elektronischen Papiers von Bridgestone angebracht. Meinungsumfragen sollten anschließend über die Vermarktungsfähigkeit entscheiden.
Es gibt mittlerweile viele Geräte, in denen E-Paper-Displays eingesetzt werden:
- Von zahlreichen Herstellern werden Lesegeräte für elektronische Bücher hergestellt bzw. als OEM-Geräte mit eigener Firmware vertrieben. Dies ist im Augenblick der Haupteinsatz elektronischen Papiers.
- Als erstes Mobiltelefon hatte das von Motorola hergestellte Motofone F3 für die Anzeige elektronisches Papier eingebaut. Motorola bezeichnete dieses Display als „EPD“, es handelt sich um eine Segmentanzeige mit elektronischem Papier von E Ink. Der dabei im Vergleich zu anderen Anzeigeverfahren ungewohnte Effekt ist, dass die Anzeige bei Entfernen des Akkus aus dem Mobiltelefon erhalten bleibt. Ein Vorteil gegenüber anderen Telefondisplays ist, dass die Darstellung selbst bei direkter Sonneneinstrahlung ablesbar bleibt.
- Lexar hat die USB-Sticks „JumpDrive Secure II Plus“, „Echo MX“ und „M10“ hergestellt, die den Füllstand ihres Speichers über ein Display mit elektronischem Papier anzeigen. Da der Anzeigeinhalt ohne Stromzufuhr erhalten bleibt, kommen diese Geräte ohne Batterie aus.
- Western Digital verkauft seit August 2009 externe Festplatten (Serien My Book Elite und My Book Studio), die an ihrer Vorderseite über ein sogenanntes E-label verfügen. Das E-label zeigt eine frei wählbare Textzeile (Inhalt der Festplatte), den verfügbaren freien Speicher und die Aktivierung der Laufwerksverschlüsselung an.
- Die Firma Seiko brachte 2005 mit dem Modell „Seiko Spectrum“ die erste Armbanduhr heraus, die mit einer E-Ink-Segmentanzeige ausgestattet ist.[41]
 2010 erschien die erste E-Ink-Uhr mit Matrixdisplay. Das Display weist 80.000 Pixel mit einer Auflösung von 300 ppi auf. Jedes Pixel kann eine von vier Graustufenschattierungen anzeigen.[42]

Andere Anwendungen
- Das Magazin Esquire erschien am 8. September 2008 zum 75. Jahrestag als erstes Magazin mit einem Cover, das mit elektronischem Papier ausgestattet war. Die dabei benutzte E-Ink-Einlage war jedoch keine Matrixanzeige, sondern diente dazu, Schlagzeilen ein- und auszuschalten, zu invertieren und Textbereiche blinken zu lassen.[43] Die „Special Collector’s Edition“ wurde 100.000 Mal hergestellt.
- Manche Supermärkte nutzen E-Paper-Displays statt ausgedruckter Preisschilder zur Auszeichnung der Preise an den Regalen.
- Gelegentlich werden E-Paper-Displays auch für Türschilder, z. B. bei Konferenzräumen mit häufig wechselnder Nutzung, verwendet.
- Verkehrsbetriebe nutzen E-Paper-Displays für Fahrplanaushänge oder Abfahrtstafeln. Die Deutsche Bahn nutzt die Displays unter anderem für Öffnungszeiten der Reisezentren oder für Fahrplanabweichungen durch Bauarbeiten an den Dynamischen Schriftanzeigern der neuesten Generation.